# The Big Scary U
The Big Scary U là tập thứ năm trong Phần 8 của series phim truyền hình The Walking Dead. Tập phim được phát sóng trên kênh AMC của Mỹ vào ngày 19 tháng 11 năm 2017. Khi phát sóng tại Mỹ, tập phim đã được 7,85 triệu người xem trong đó có 3,4 triệu người từ 18-49 tuổi.

## Nội dung tập
Trong một cảnh quá khứ, Gabriel đang ngồi cầu nguyện bên trong nhà thờ tại Alexandria. Ông nói rằng Chúa đã cho ông cơ hội chuộc tội, cũng do đó mà ông không còn sợ chết nữa. Điều duy nhất mà ông sợ là chết trong vô nghĩa.
Ở một thời điểm khác, Gregory đang ở trong The Sanctuary (sau khi được Kal đưa đi cuối phần trước). Trở về từ Alexandria sau khi bị đánh đuổi, Simon mang một đĩa bánh đến cho ông ta và bảo rằng Gregory đã đúng khi tìm đến hắn, dù tin ông ta định báo (về việc phe Rick âm thầm chuẩn bị phản kháng) có hơi "chậm trễ".
Sau khi để Gregory ăn bánh xong, Simon đưa ông ta đến buổi họp bàn của Negan cùng các thành viên cấp cao khác: Dwight, Regina, Eugene và Gavin. Gregory bảo rằng mình có thể ngăn chặn xung đột sắp sửa xảy ra bằng việc lợi dụng cương vị thủ lĩnh đe dọa trục xuất người dân Hilltop nếu họ dám tham chiến cùng Rick. Tuy nhiên, Negan tỏ vẻ nghi ngờ ông ta là kẻ hai mang và chất vấn rằng nếu thực sự vẫn còn quyền lực tại Hilltop, tại sao ông ta lại không hay biết việc Maggie sẽ dẫn quân sang Alexandria để yểm trợ cho Rick.
Trong lúc Gregory còn lúng túng giải thích, Simon bày tỏ sự tin tưởng vào ông ta. Hắn bảo rằng nếu cần thiết, chúng sẽ giết tất cả người dân Hilltop để lấy đó răn đe những cộng đồng khác. Tuy nhiên, Negan nổi cáu khi nghe thấy đề xuất này. Hắn bảo rằng nguồn nhân lực đóng vai trò rất quan trọng trong thế giới này và không được phép bị giết hại bừa bãi. Kế hoạch của Negan là chỉ cần bắt Rick, Maggie và Ezekiel rồi tử hình họ trước mặt toàn thể các cư dân khác.
Đúng lúc đó, có tiếng của 4 tràng súng vang lên bên ngoài. Nhìn qua cửa sổ, Negan thấy phe liên quân đã tới dàn đội hình phía trước The Sanctuary. Hắn bảo rằng không cần thiết phải cho người ra lãng phí đạn vì phe liên quân đã có những tấm tôn che chắn kỹ. Sau đó, Negan cùng các thành viên cấp cao bước ra ngoài và dặn Simon chuẩn bị đưa Gregory ra theo.
Quay trở lại thời điểm hiện tại, sau khi cha xứ Gabriel trốn vào một toa xe tại The Sanctuary và thấy Negan cũng đang ở trong, ông lập tức bị hắn đẩy ngã xuống khống chế và tước vũ khí. Thấy Gabriel bị mình chĩa súng vào nhưng không hề sợ sệt, Negan bày tỏ sự hứng thú với ông và cất súng đi, sau đó chìa tay ra kéo ông đứng dậy. Hắn hỏi cha xứ về lý do tại sao ông lại quyết định cứu mạng Gregory sau tất cả những lời ông ta nói. Và Gabriel đáp rằng có lẽ có một lý do khác cho việc ông ở lại đây – để lắng nghe lời thú tội của Negan.
Rick và Daryl đi tới chỗ tên Yago đang nằm hấp hối sắp chết. Sau khi tra hỏi hắn rằng phe nào thắng trong cuộc chiến tại tiền đồn kia, họ được biết rằng người của hai bên đều đã chết hết, ngoại trừ Ezekiel, Jerry và Carol. Trước khi trút hơi thở cuối cùng, Yago nói rằng cuộc chiến tranh mà Rick khơi mào sẽ mang đến sự chết chóc cho tất cả mọi người.
Negan bảo với Gabriel rằng cũng giống như ông là một linh mục luôn muốn giúp đỡ mọi người vượt qua sự yếu đuối của họ, hắn cũng đã dành cả đời để làm điều đó, nhưng là theo cách khác. Nếu những người ở trong The Sanctuary nghĩ rằng Negan đã chết, chắc chắn sẽ có máu đổ do hắn không thể ở đó để kiểm soát trật tự.
Trong khi đó, các thành viên cấp cao của The Saviors đang tiếp tục bàn bạc tìm cách xử lý bầy xác sống bên ngoài. Regina đề xuất việc cử một vài người lao động ra đánh lạc hướng chúng, giúp một nhóm nhỏ khác thoát ra, tới các tiền đồn khác gọi viện trợ. Tuy nhiên, Eugene không tán thành kế hoạch này và cho rằng điều này sẽ gây nên mâu thuẫn nội bộ giữa các thành viên The Saviors với những người lao động. Simon cũng đồng tình và bảo rằng họ cần phải giữ cho những người lao động ở phe mình do họ có số lượng không hề nhỏ.
Gavin liền rẽ hướng bàn bạc sang một vấn đề khác. Hắn tin chắc rằng có kẻ nào đó bên phe mình đã phản bội và cung cấp thông tin cho phe liên quân. Trong khi chúng mới chỉ đang họp bàn tìm cách đối phó sau cuộc nổi dậy ở Alexandria thì phe Rick dường như đã vạch ra đường đi nước bước kỹ càng và lập tức tới tấn công căn cứ chính. Dwight bèn ngắt lời và khẳng định rằng anh ta sẽ tìm được cách dẫn mọi người thoát ra được khỏi đây mà không gây thiệt hại dù là cho các thành viên The Saviors hay bên những người lao động.
Lát sau, Eugene ghé qua phòng của Dwight và mang theo một hũ dưa chuột thay cho lời cảm ơn vì đã ủng hộ ý kiến của anh trong buổi họp ban nãy. Trước khi ra về, Eugene vô tình cầm lên và ngắm nghía những bức tượng nhỏ từ một bộ cờ vua do Dwight tự tay làm, vốn còn chưa khô sơn và để dính sơn vào tay.
Negan nói với Gabriel rằng trong mắt hắn, tất cả mọi người đều mang trong mình sự yếu đuối riêng. Cha xứ liền tiếp lời rằng nếu vậy, "mọi người" sẽ bao gồm cả Negan, và hắn thừa nhận điều này. Negan bảo rằng hắn đã dùng những điểm yếu của mình làm động lực để tạo nên sức mạnh như hiện tại. Hắn cũng đã giúp những người trong nhóm mình trở nên mạnh mẽ chứ không như kẻ cầm đầu trước đây, vốn chỉ để mặc cho những thành viên khác bộc lộ vẻ yếu đuối.
Khi một xác sống phá được một tấm gỗ và thò tay vào bên trong toa xe mà họ đang ở, Gabriel thúc giục Negan rằng liệu hắn thực sự không có gì để thú tội trước giây phút họ chuẩn bị chết sao. Negan lảng tránh câu hỏi này và quay mặt đi chỗ khác. Hắn giơ cây gậy Lucille lên và thì thầm. Nhân cơ hội này, Gabriel giật lại khẩu súng từ thắt lưng Negan. Tuy nhiên, hắn đã hất tay ông đi và làm súng rơi xuống đất. Cha xứ liền chạy sang một căn phòng khác và đóng cửa lại. Negan từ từ đi đến chỗ một xác sống vừa chui vào từ kẽ hở và đập nát đầu nó. Hắn gọi Gabriel và bảo rằng đã đến lúc họ cần hỗ trợ giúp nhau thoát ra khỏi đây.
Rick và Daryl quay trở lại chỗ chiếc xe chở những khẩu súng máy của Yago và tìm thấy một hộp chứa thuốc nổ. Daryl bỏ số thuốc này vào túi rồi bảo rằng sẽ mang chúng đến phá hết cửa ra vào tại The Sanctuary và để đám xác sống tràn vào. Tuy nhiên, Rick không đồng tình với đề xuất này vì nó có thể làm liên lụy đến cả những gia đình & người lao động vô tội đang ở trong đó, khiến họ cầm vũ khí lên và về phe The Saviors. Daryl lạnh lùng đáp rằng giờ đây, nếu có ai chết thì đó là lỗi của những người đó, không phải lỗi của họ. Thấy Daryl vẫn cầm túi thuốc nổ đi, Rick cản lại thì bị Daryl đấm một cú vào mặt. Cả hai liền lao vào ẩu đả.
Đang ngồi chơi điện tử trong phòng, Eugene thấy màn hình tivi cũng như đèn trong phòng tắt phụt, cho thấy rằng hệ thống điện bên trong The Sanctuary đã tạm ngừng hoạt động để dự trữ.
Trong lúc đánh nhau với Daryl, Rick quăng túi thuốc nổ vào đám cháy trong chiếc xe, khiến chúng phát nổ và bị phá hủy toàn bộ. Đến lúc này, hai người họ mới ngừng ẩu đả. Lát sau, trước khi một mình đi bộ tới điểm đến tiếp theo mà anh dự tính tới (do xe đã bị hỏng), Rick nhắc cho Daryl nhớ rằng họ cần phải làm theo kế hoạch đã vạch sẵn thay vì tự ý làm theo ý mình. Daryl vẫn tỏ vẻ hậm hực và leo lên mô tô phóng trở về Alexandria.
Đằng sau cánh cửa mà mình đang trốn, Gabriel thú nhận với Negan tội lỗi lớn nhất và ông từng phạm phải: đóng cửa nhà thờ lại và bỏ mặc tất cả thành viên giáo đoàn của mình bên ngoài cho xác sống ăn thịt. Cha xứ bảo rằng ông sẽ hợp tác cùng Negan thoát khỏi bầy xác sống nếu như hắn chịu thú nhận cho ông nghe tội lỗi của hắn. Sau một hồi chần chừ, Negan đành kể ra câu chuyện về người vợ trước đại dịch của hắn, người mà hắn đã phụ tình và lừa dối nhiều lần. Để rồi khi cô ấy bị bệnh và ra đi trong khoảng thời gian cùng lúc đại dịch bùng phát, hắn đã không đủ dũng khí để ra tay kết liễu vợ. Và đó chính là sự yếu đuối của hắn.
Nghe xong, Gabriel liền mở cửa bước ra và nói rằng Negan đã được tha thứ. Hắn nói lời cảm ơn rồi đấm vào mặt cha xứ một cú, sau đó đưa trả lại ông khẩu súng. Negan đi đến kéo người con walker trước đó đã bị hắn đập nát đầu vào trong toa xe rồi cùng Gabriel trét máu của nó lên người. Cả hai cùng mở cửa toa xe lao ra. Tuy nhiên chỉ một lúc sau đó, lớp ngụy trang đã bị lộ tẩy, khiến họ phải chiến đấu lại đám xác sống và di chuyển lại gần lối vào căn cứ.
Tiếp tục họp bàn cùng các thành viên The Saviors cấp cao khác, Gavin nhận thấy rằng có vẻ như phe liên quân dường như cũng đã tấn công các tiền đồn khác, vì các xe giao đồ định kỳ từ tiền đồn của hắn vẫn chưa thấy đâu cả. Đúng lúc đó, Laura vào để báo tin rằng những người lao động tại The Sanctuary đã kéo nhau đến trước cửa phòng.
Simon cùng đồng bọn bước ra và ra lệnh cho những người lao động phải quay lại chỗ họ ở, nhưng những người đó không chịu rời đi và yêu cầu được có điện và nước trở lại. Một người trong số đó hỏi rằng liệu có phải Negan đã chết không, khiến đám đông càng trở nên ồn ào khi Simon lảng tránh việc trả lời. Regina lập tức bắn chết một người lao động khi người đó rút súng định làm phản. Đúng lúc đó, tất cả họ đồng loạt quỳ xuống khi nghe thấy có tiếng huýt sáo. Negan cùng cha xứ Gabriel bước tới trong tình trạng bình an vô sự. Hắn bảo rằng mình sẽ không chết cho tới khi nào mình muốn và bảo những người khác không cần phải lo. Negan nói rằng ngay sau khi tắm rửa và nghỉ ngơi trong chốc lát, hắn sẽ cùng các thành viên cấp cao khác tìm cách giải quyết chuyện ngoài kia.
Sau khi kiểm tra túi vũ khí của Gabriel, Arat và Gary phát hiện ra rằng số súng bên trong bắt nguồn từ chính kho của The Saviors. Một người lao động thông thường không thể tự tay tuồn được súng với số lượng lớn ra bên ngoài như vậy, mà phải là một thành viên cấp cao. Eugene nhìn thấy trên túi súng có vết sơn đỏ trùng với loại Dwight dùng để sơn tượng và dần hiểu ra.
Đang đi giữa rừng, Rick chợt nhìn thấy có một chiếc trực thăng bay qua trên đầu mình.
Negan tìm đến Eugene và nhờ anh dùng suy luận của mình để tìm ra kẻ phản bội trong The Saviors. Nếu không tìm ra được, hắn dọa sẽ giết anh ấy.
Rick vẫn tiếp tục đi tiếp về nơi mình đang đến – bãi rác nơi ở của nhóm The Scavengers. Một thành viên trong số chúng trông thấy Rick qua ống nhòm và báo hiệu cho đồng bọn.
Eugene đến phòng giam của Gabriel thì thấy ông đang trong tình trạng run rẩy, toát mồ hôi. Trước khi anh kịp chạy đi gọi bác sĩ Carson, Gabriel kéo tay Eugene lại và bảo họ cần phải tìm cách đưa Carson, bác sĩ của Maggie ra khỏi đây.

## Diễn viên

### Diễn viên chính
- Andrew Lincoln vai Rick Grimes
- Norman Reedus vai Daryl Dixon
- Lauren Cohan vai Maggie Rhee*
- Chandler Riggs vai Carl Grimes*
- Danai Gurira vai Michonne*
- Melissa McBride vai Carol Peletier*
- Lennie James vai Morgan Jones*
- Alanna Masterson vai Tara Chambler*
- Josh McDermitt vai Eugene Porter
- Christian Serratos vai Rosita Espinosa*
- Seth Gilliam vai Gabriel Stokes
- Ross Marquand vai Aaron*
- Jeffrey Dean Morgan vai Negan
- Austin Amelio vai Dwight
- Tom Payne vai Paul Rovia*
- Xander Berkeley vai Gregory
- Khary Payton vai Ezekiel*
- Steven Ogg vai Simon
- Katelyn Nacon vai Enid*
- Pollyanna McIntosh vai Jadis*

### Diễn viên định kỳ
- Jayson Warner Smith vai Gavin
- Charles Halford vai Yago
- Jon Eyez vai Potter

*Không xuất hiện trong tập này

### Các diễn viên phụ khác
- Lindsley Register vai Laura
- Elizabeth Ludlow vai Arat
- Mike Seal vai Gary
- Traci Dinwiddie vai Regina
- José Michael Vasquez vai José
- Brooke Jaye Taylor vai Brooke

## Cái chết trong tập
- Yago
- 1 người lao động ở The Sanctuary

## Đánh giá
Tập phim nhận dược phản hồi tốt từ giới phê bình, với 83% trong số 24 bài đánh giá trên trang Rotten Tomatoes là theo hướng tích cực. Nhận xét ngắn gọn mà trang này đưa ra là: ""The Big Scary U" tạm thời giảm mạch phim đầy cảnh hành động lại để dành cốt truyện chất lượng khai thác hai nhân vật vốn từng bị khán giả căm ghét".